# United We Are
United We Are – debiutancki album studyjny holenderskiego DJ-a i producenta muzycznego Hardwella. Wydany został 23 stycznia 2015 roku przez wytwórnię płytową Revealed Recordings.

## Lista utworów
Opracowano na podstawie materiału źródłowego.
| 1.  | "Eclipse"                                                       | 3:13  |
|     |                                                                 |       |
| 2.  | "Follow Me" (gościnnie: Jason Derulo)                           | 3:20  |
|     |                                                                 |       |
| 3.  | "Sally" (gościnnie: Harrison)                                   | 4:38  |
|     |                                                                 |       |
| 4.  | "Let Me Be Your Home" (gościnnie: Bright Lights)                | 3:35  |
|     |                                                                 |       |
| 5.  | "Colors" (oraz Tiësto; gościnnie: Andreas Moe)                  | 4:00  |
|     |                                                                 |       |
| 6.  | "Where Is Here Now" (oraz Funkerman; gościnnie: I-Fan)          | 3:15  |
|     |                                                                 |       |
| 7.  | "United We Are" (gościnnie: Amba Shepherd)                      | 5:51  |
|     |                                                                 |       |
| 8.  | "Don't Stop the Madness" (oraz W&W; gościnnie: Fatman Scoop)    | 3:45  |
|     |                                                                 |       |
| 9.  | "Young Again" (gościnnie: Chris Jones)                          | 3:39  |
|     |                                                                 |       |
| 10. | "Echo" (gościnnie: Jonathan Mendelsohn)                         | 5:08  |
|     |                                                                 |       |
| 11. | "Arcadia" (oraz Joey Dale; gościnnie: Luciana)                  | 3:13  |
|     |                                                                 |       |
| 12. | "Area51" (oraz DallasK)                                         | 3:00  |
|     |                                                                 |       |
| 13. | "Nothing Can Hold Us Down" (oraz Headhunterz; gościnnie: Haris) | 3:18  |
|     |                                                                 |       |
| 14. | "Birds Fly" (gościnnie: Mr. Probz)                              | 3:27  |
|     |                                                                 |       |
|     |                                                                 | 53:22 |
|     |                                                                 |       |
Edycja bonusowa iTunes
| 1.  | "Eclipse"                                                                | 3:13  |
|     |                                                                          |       |
| 2.  | "Follow Me" (gościnnie: Jason Derulo)                                    | 3:19  |
|     |                                                                          |       |
| 3.  | "Sally" (gościnnie: Harrison)                                            | 4:37  |
|     |                                                                          |       |
| 4.  | "Let Me Be Your Home" (gościnnie: Bright Lights)                         | 3:35  |
|     |                                                                          |       |
| 5.  | "Colors" (oraz Tiësto; gościnnie: Andreas Moe)                           | 4:00  |
|     |                                                                          |       |
| 6.  | "Where Is Here Now" (oraz Funkerman; gościnnie: I-Fan)                   | 3:15  |
|     |                                                                          |       |
| 7.  | "United We Are" (gościnnie: Amba Shepherd)                               | 5:51  |
|     |                                                                          |       |
| 8.  | "Don't Stop the Madness" (oraz W&W; gościnnie: Fatman Scoop)             | 3:45  |
|     |                                                                          |       |
| 9.  | "Young Again" (gościnnie: Chris Jones)                                   | 3:39  |
|     |                                                                          |       |
| 10. | "Echo" (gościnnie: Jonathan Mendelsohn)                                  | 5:08  |
|     |                                                                          |       |
| 11. | "Arcadia" (oraz Joey Dale; gościnnie: Luciana)                           | 3:13  |
|     |                                                                          |       |
| 12. | "Area51" (oraz DallasK)                                                  | 3:00  |
|     |                                                                          |       |
| 13. | "Nothing Can Hold Us Down" (oraz Headhunterz; gościnnie: Haris)          | 3:18  |
|     |                                                                          |       |
| 14. | "Birds Fly" (gościnnie: Mr. Probz)                                       | 3:27  |
|     |                                                                          |       |
| 15. | "Dare You" (oraz Bebe Rexha; gościnnie: Matthew Koma) (Acoustic Version) | 3:06  |
|     |                                                                          |       |
|     |                                                                          | 56:26 |
|     |                                                                          |       |
Edycja Deluxe
| 1.  | "Eclipse" (Extended Mix)                                                          | 3:01    |
|     |                                                                                   |         |
| 2.  | "Follow Me" (gościnnie: Jason Derulo) (Club Mix)                                  | 5:26    |
|     |                                                                                   |         |
| 3.  | "Sally" (gościnnie: Harrison) (Album Version)                                     | 4:37    |
|     |                                                                                   |         |
| 4.  | "Let Me Be Your Home" (gościnnie: Bright Lights) (Album Version)                  | 3:35    |
|     |                                                                                   |         |
| 5.  | "Colors" (oraz Tiësto; gościnnie: Andreas Moe) (Extended Mix)                     | 5:07    |
|     |                                                                                   |         |
| 6.  | "Where Is Here Now" (oraz Funkerman; gościnnie: I-Fan) (Album Version)            | 3:15    |
|     |                                                                                   |         |
| 7.  | "United We Are" (gościnnie: Amba Shepherd) (Extended Mix)                         | 5:43    |
|     |                                                                                   |         |
| 8.  | "Don't Stop the Madness" (oraz W&W; gościnnie: Fatman Scoop) (Album Extended Mix) | 4:59    |
|     |                                                                                   |         |
| 9.  | "Young Again" (gościnnie: Chris Jones) (Extended Mix)                             | 5:10    |
|     |                                                                                   |         |
| 10. | "Echo" (gościnnie: Jonathan Mendelsohn) (Extended Mix)                            | 6:06    |
|     |                                                                                   |         |
| 11. | "Arcadia" (oraz Joey Dale; gościnnie: Luciana) (Extended Mix)                     | 4:58    |
|     |                                                                                   |         |
| 12. | "Area51" (oraz DallasK) (Extended Mix)                                            | 3:43    |
|     |                                                                                   |         |
| 13. | "Nothing Can Hold Us Down" (oraz Headhunterz; gościnnie: Haris) (Extended Mix)    | 4:00    |
|     |                                                                                   |         |
| 14. | "Birds Fly" (gościnnie: Mr. Probz) (Album Version)                                | 3:27    |
|     |                                                                                   |         |
| 15. | "Eclipse" (Album Version)                                                         | 3:12    |
|     |                                                                                   |         |
| 16. | "Follow Me" (gościnnie: Jason Derulo) (Album Version)                             | 3:20    |
|     |                                                                                   |         |
| 17. | "Colors" (oraz Tiësto; gościnnie: Andreas Moe) (Album Version)                    | 4:00    |
|     |                                                                                   |         |
| 18. | "United We Are" (gościnnie: Amba Shepherd) (Album Version)                        | 5:51    |
|     |                                                                                   |         |
| 19. | "Don't Stop the Madness" (oraz W&W; gościnnie: Fatman Scoop) (Album Version)      | 3:45    |
|     |                                                                                   |         |
| 20. | "Young Again" (gościnnie: Chris Jones) (Album Version)                            | 3:39    |
|     |                                                                                   |         |
| 21. | "Echo" (gościnnie: Jonathan Mendelsohn) (Album Version)                           | 5:08    |
|     |                                                                                   |         |
| 22. | "Arcadia" (oraz Joey Dale; gościnnie: Luciana) (Album Version)                    | 3:13    |
|     |                                                                                   |         |
| 23. | "Area51" (oraz DallasK) (Album Version)                                           | 3:00    |
|     |                                                                                   |         |
| 24. | "Nothing Can Hold Us Down" (oraz Headhunterz; gościnnie: Haris) (Album Version)   | 3:18    |
|     |                                                                                   |         |
|     |                                                                                   | 1:41:33 |
|     |                                                                                   |         |

## Pozycje na listach
| Państwo           | Notowania (2015)        | Najwyższa pozycja |
| ----------------- | ----------------------- | ----------------- |
| Australia         | Top 50 Albums           | 41                |
| Austria           | Alben Top 40            | 6                 |
| Belgia (Flandria) | Albums Top 50           | 13                |
| Belgia (Walonia)  | Ultratop 50             | 27                |
| Hiszpania         | Albums Top 100          | 72                |
| Holandia          | Albums Top 100          | 1                 |
| Irlandia          | Albums Top 100          | 84                |
| Niemcy            | Offizielle Top 100      | 11                |
| Portugalia        | Albums Top 30           | 10                |
| Stany Zjednoczone | Billboard 200           | 85                |
| Stany Zjednoczone | Dance/Electronic Albums | 2                 |
| Stany Zjednoczone | Independent Albums      | 10                |
| Szwajcaria        | Alben Top 100           | 4                 |
| Szwecja           | Albums Top 60           | 35                |
| Wielka Brytania   | Albums Top 100          | 83                |
| Włochy            | Albums Top 100          | 42                |

## Historia wydania
| Państwo            | Data               | Format             | Wytwórnia                             | Źródło             |
| Edycja standardowa | Edycja standardowa | Edycja standardowa | Edycja standardowa                    | Edycja standardowa |
| ------------------ | ------------------ | ------------------ | ------------------------------------- | ------------------ |
| Francja            | 23 stycznia 2015   | Digital download   | Scorpio Music                         | [ 26 ]             |
| Hiszpania          | 23 stycznia 2015   | CD                 | Sony Music LaDans Revealed Recordings | [ 27 ]             |
| Holandia           | 23 stycznia 2015   | CD                 | Revealed Recordings Cloud 9 Dance     | [ 28 ]             |
| Niemcy             | 23 stycznia 2015   | Digital download   | Kontor Records                        | [ 7 ]              |
| Polska             | 27 stycznia 2015   | CD                 | Universal Music Group                 | [ 29 ]             |
| Francja            | 9 lutego 2015      | CD                 | Astral Music                          | [ 30 ]             |
| Francja            | 2 marca 2015       | LP                 | Astral Music                          | [ 31 ]             |
| Edycja Deluxe      |                    |                    |                                       |                    |
| Holandia           | 23 stycznia 2015   | Digital download   | Revealed Recordings                   | [ 9 ]              |